# Ryszewko (Pyrzyce)
Ryszewko (deutsch Klein Rischow) ist ein Dorf in der Woiwodschaft Westpommern in Polen. Es gehört zu der Gmina Pyrzyce (Gemeinde Pyritz) im Powiat Pyrzycki (Pyritzer Kreis).

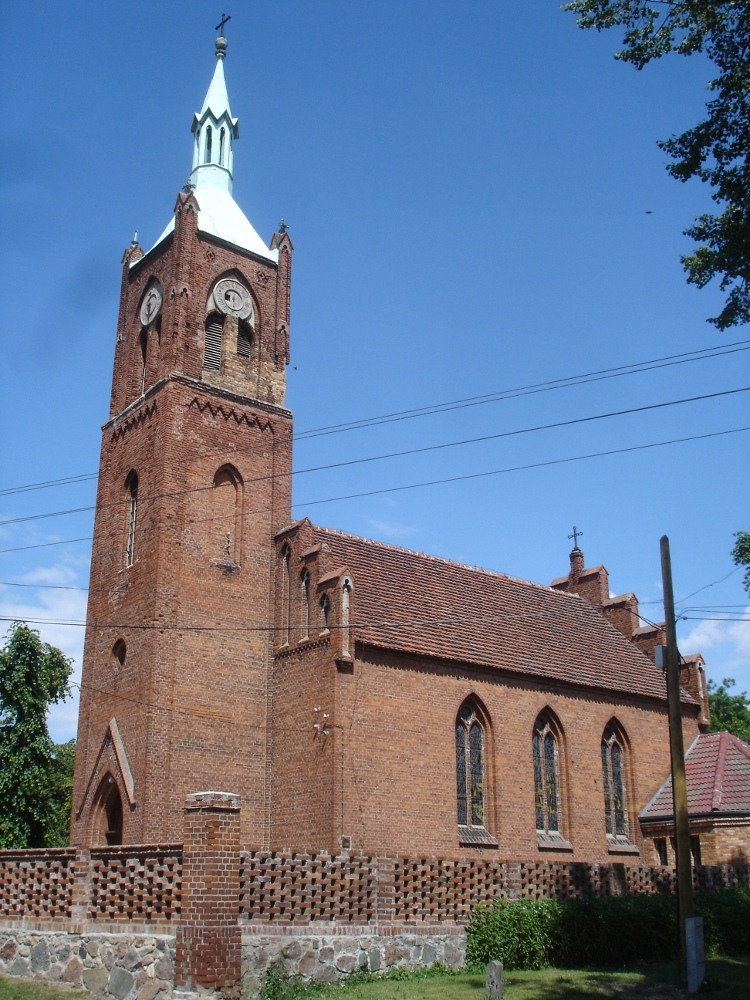
Dorfkirche (Aufnahme von 2010)

## Geographische Lage
Das Dorf liegt in Hinterpommern, etwa 30 Kilometer südöstlich von Stettin und etwa 6 Kilometer nördlich der Kreisstadt Pyritz.
Im Nordwesten geht die Bebauung in das Dorf Lipki (Löllhöfel) über, im Nordosten in das Dorf Młyny (Möllendorf). Im Südwesten ist der Nachbarort Żabów (Sabow) etwa ½ Kilometer entfernt. Das Ufer des Madüsees liegt etwa 3 Kilometer nordöstlich.

## Geschichte
Klein Rischow wurde im Jahre 1317 durch Herzog Otto I. von Pommern an das Kloster Kolbatz verkauft.
Nach einem Lehnbrief von 1477 war Klein Rischow ein Lehen der adligen Familie Schöning, muss also in der Zwischenzeit aus dem Besitz des Klosters geraten sein. Auf der Lubinschen Karte des Herzogtums Pommern von 1618 ist der Ort als „Lüteken Riscow“ verzeichnet. Letzter Besitzer aus der Familie Schöning war der Generalleutnant Lüdecke Ernst von Schöning, der 1693 starb. Danach kam Klein Rischow an drei Anteilsbesitzer, wurde aber bis 1696 durch den brandenburg-preußischen Fiskus erworben und dem Amt Pyritz zugelegt. Der Erwerb erfolgte teils durch Kauf, teils durch Tausch gegen Bauernstellen in Naulin und Groß Möllen.
In den 1770er Jahren ließ König Friedrich der Große den Wasserspiegel des Madüsees absenken, wodurch Land gewonnen und vor allem Bruchland trockengelegt werden konnte, darunter auch das weitläufige Bruchland des Dorfes Klein Rischow. In diesem Zug ließ der König auf der bisherigen Feldmark des Dorfes zwei neue Dörfer („Kolonien“) anlegen, nämlich Löllhöfel, benannt nach seinem Generalleutnant Friedrich Wilhelm Lölhöffel von Löwensprung, und Möllendorf, benannt nach seinem Generalleutnant Wichard von Möllendorff. Den sechs bereits in Klein Rischow bestehenden Bauernstellen wurde hierbei Land weggenommen, die bisherigen neun Kossätenstellen wurden jedoch zu Halbbauernstellen vergrößert. Der Zustand nach diesen Umwandlungen ist in Ludwig Wilhelm Brüggemanns Ausführlicher Beschreibung des gegenwärtigen Zustandes des Königlich Preußischen Herzogtums Vor- und Hinterpommern (1784) überliefert: Das Dorf hatte damals „1 Prediger, 1 Küster, 6 Bauern, 9 Halbbauern, 4 Büdner, 1 Schmiede, 28 Feuerstellen, eine zu der Pyritzschen Synode gehörende Mutterkirche, deren Filial das adeliche Dorf Sabow ist ... und guten Weizenacker“.
Bis 1945 gehörte die Gemeinde Klein Rischow zum Landkreis Pyritz der Provinz Pommern. In der Gemeinde bestand neben Klein Rischow kein weiterer Wohnplatz.
Nach dem Zweiten Weltkrieg kam Klein Rischow, wie alle Gebiete östlich der Oder-Neiße-Grenze, an Polen. Das Dorf erhielt den polnischen Ortsnamen „Ryszewko“.

## Entwicklung der Einwohnerzahl
- 1867: 286 Einwohner[3]
- 1871: 276 Einwohner[3]
- 1933: 208 Einwohner[4]
- 1939: 214 Einwohner[4]